# آتش‌سوزی برج گرنفل
آتش‌سوزی برج گرنفل (به انگلیسی: Grenfell) در یک برج مسکونی بزرگ در غرب لندن در ۱ بامداد ۱۴ ژوئن ۲۰۱۷ آغاز شد و سرانجام در صبح همان روز مهار شد. بر اساس آخرین آمار اعلام شده در ۲۳ ژوئن ۲۰۱۷، حداقل ۷۹ نفر کشته یا مفقود و ۷۰ نفر زخمی شدند.

## وضعیت ساختمان

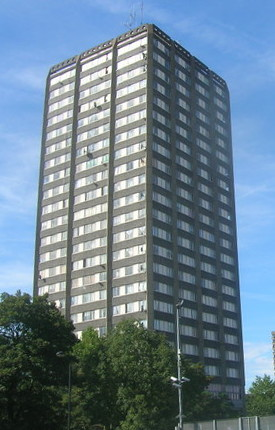
برج گرنفل در سال ۲۰۰۹

این ساختمان با ۱۲۰ آپارتمان مسکونی و ۲۴ طبقه در منطقه کنزینگتون شمالی در سال ۱۹۷۴ ساخته شد که در سال ۲۰۱۶ با ۱۰ میلیون پوند هزینه بازسازی شده بود.
گفته می‌شود این ساختمان متعلق به شهرداری منطقه بوده، اما یک شرکت خصوصی اداره آن را به عهده داشته‌است. بر پایه گزارش‌های منتشر شده این ساختمان در سال ۲۰۱۶ نوسازی شده بود، اما ساکنان آن در مورد نقص‌های ایمنی، از جمله بروز نبودن سیستم هشدار آتش‌سوزی آن اعتراض کرده بودند. 

## شرح رویداد
آتش‌سوزی در ساختمان ۲۴ طبقه برج گرنفل در ساعات اولیه چهارشنبه ۱۴ ژوئن ۲۰۱۷ از طبقه دوم آغاز و سپس همه طبقات فوقانی را فراگرفت. در پی این حادثه مأموران آتش‌نشانی با بیش از چهل دستگاه خودرو اطفاء حریق از پایگاه‌های مختلف شهر لندن برای کمک به ساکنان و فرونشاندن آتش به محل اعزام شدند. سرانجام این آتش‌سوزی در صبح روز پنج‌شنبه مهار شد.

## تلفات و خسارات
در این حادثه ۷۲ نفر کشته شدند. در این آتش‌سوزی اجساد شمار زیادی از قربانیان قابل تشخیص نبوده و هویت آن‌ها مشخص نبود. بر پایهٔ همین گزارش‌ها شمار زخمی‌شدگان ۷۴ تن بود. گفته شده نزدیک به ششصد نفر در این ساختمان سکونت داشته‌اند.
رئیس سازمان آتش‌نشانی لندن آتش‌سوزی برج مسکونی گرنفل را بسیار جدی و پیچیده توصیف کرد و گفت بیش از دویست آتش‌نشان و چهل دستگاه ماشین آتش‌نشانی در این واقعه شرکت کرده بودند.
دَنی کاتِن کمیسر آتش‌نشانی لندن گفت: «در این لحظه بسیار متأسف و اندوهگینم که تأیید کنم این حریق شماری تلفات داشته‌است.» به گفتهٔ سخنگوی پلیس در عصر ۱۴ ژوئن: «هنوز وضعیت حدود ۲۰۰ نفر از ساکنان این ساختمان روشن نشده‌است» و تا کنون ۶۵ نفر توسط آتش‌نشانان نجات داده‌شده‌اند. به گفته یک سازمان خیریه مرتبط با پناهجویان، نخستین قربانی آتش‌سوزی این برج یک پناهجوی سوری به نام محمد الحاج علی بود. وی که در سال ۲۰۱۴ به انگلستان رفته بود در رشته مهندسی عمران مشغول به تحصیل بود و محل زندگی وی در این برج بود.

## علت آتش‌سوزی
بررسی منتشر شده در ۲۳ ژوئن ۲۰۱۷ نشان می‌دهد که آتش‌سوزی این برج از یک یخچال فریزر مدل هات پوینت آغاز شد. رئیس بازرسی پلیس گفت که این مدل یخچال آزمایش‌های لازم را کامل طی نکرده بود و باید جمع‌آوری می‌شد. همین‌طور بررسی ایمنی عایق و کاشی‌هایی که برای کف این برج استفاده شده بود انجام نشده بود که در بررسی‌های مشخص شد این نوع عایق و کاشی به سرعت شعله‌ور شده‌اند.

## اظهارات شاهدان
برخی از شاهدان عینی گفتند که ساکنان این ساختمان ۲۴ طبقه پس از گسترش آتش، خود را به خارج از ساختمان پرت می‌کردند. برخی از شاهدان گفتند به هنگام شروع آتش‌سوزی، زنگ‌های خطر به صدا در نیامدند و بدین سبب بسیاری از ساکنان ساختمان، به موقع متوجه آتش‌سوزی نشدند و ساختمان را ترک نکردند.

## موضع گیری‌ها و واکنش‌ها

### داخلی
- الیزابت دوم ملکه بریتانیا روز شنبه ۱۷ ژوئن ۲۰۱۷ در پیامی به مناسبت روز تولد رسمی خود از وقوع حوادث این کشور منجمله حمله به مردم، انفجار انتحاری و آتش‌سوزی در برج گرنفل ابراز تأثر کرد واکنش ملتش در برابر این حوادث را ستود. این پیام در وبگاه دربار منتشر شد و طی آن آمده بود: «امروز به طور سنتی روز جشن است. اما امسال دشوار بتوان احساس شدید حزن ملی را نادیده گرفت.» وی گفت: «هرگاه کشور پادشاهی متحده [بریتانیا] در معرض آزمونی دشوار قرار گرفته، نشان داده است که در مواجهه با مصائب مصمم است.»[۱۰][۱]
- ترزا می، نخست‌وزیر بریتانیا ضمن یک دیدار خصوصی از محل حادثه گفت که تحقیقات کامل در این مورد انجام می‌شود.[۱]
- صادق خان، شهردار لندن، این آتش‌سوزی را «حادثه عمده» اعلام کرده و از تجهیز امکانات شهری برای مقابله با آن خبر داده است.[۱۱]

### اطلاعیه پلیس لندن
استورات کاندی کمیسر اداره پلیس لندن گفت: «این حادثه کشور را دچار شوک کرده‌است. بنابراین بررسی ابعاد مختلف آن زمانبر خواهد بود. در نتیجه روند رسیدگی به این پرونده پیچیده و خیلی دشوار خواهد بود.»

### تظاهرات
در انگلستان خشم مردم بدنبال آتش گرفتن برج گرنفل افزایش یافت، تظاهرات کنندگان به خیابان‌های شهر ریخته و خواستار عدالت برای قربانیان شدند. دادگاه تحقیقات جنایی در راه است ولی مدیریت برج هرنوع خطایی را رد می‌کند.

## پیامدها
در ۲۲ ژوئن ۲۰۱۷ نیکلاس هولگیت، رئیس اجرایی شورای محلی ناحیه کنزینگتون و چلسی در لندن از سمت خود استعفا داد. وی طی بیانیه‌ای گفت که این تصمیم را در ارتباط با واقعه آتش‌سوزی برج گرنفل گرفته‌است.

## گزارش نهایی
در گزارش نهایی شرکت‌های سازنده پوشش نمای ساختمان (که عامل اصلی گسترش آتش بود) به فریبکاری سازمان‌یافته متهم شدند. زیرا این شرکت‌ها با راهبردهای عامدانه و مستمر محصولات خود را ایمن جلوه دادند. این گزارش همچنین شرکت‌های بازسازی و تعمیرات برج را به بی‌کفایت خواند و آنها از مسئولان مهم سانحه دانست.
همچنین خصوصی‌سازی موسسه پژوهش عمران که استانداردهای مورد نیاز صنعت عمران بریتانیا را بر پایه یافته‌های علمی تنظیم کند باعث شد تحت نفوذ شرکت‌های خصوصی قرار بگیرد. یک نهاد خصوصی به نام «هیات تاییدیه بریتانیا» که کار آن ارائه استانداردهای صنعت ساختمان است با اتکا به اطلاعاتی که از یک تولیدکننده محصولات نمای ساختمان گرفته بود، اطلاعات نادرستی ذرباره ایمنی آن محصول ارائه داده بود.
از سوی دیگر دولت‌های بریتانیا از اوایل دهه ۱۹۹۰ (میلادی) فرصت تنظیم مقررات برای نمای اشتعال‌پذیر را از دست داده و در کار خود قصور کردند.

## تخریب
در فوریه ۲۰۲۵ دولت بریتانیا اعلام کرد که این برج را طی ۲ سال تخریب می‌کند. این تصمیم پس از آن گرفته شد که کارشناسان برآورد کردند این برج پس از حادثه آتش‌سوزی به‌شدت آسیب‌دیده است.»